# Klaus Wolf (Fußballspieler)
Klaus Wolf (* 3. Juli 1948) ist ein ehemaliger deutscher Fußballspieler. Von 1974 bis 1982 absolvierte der Offensivspieler in der 2. Fußball-Bundesliga für die Vereine SC Göttingen 05, Preußen Münster, Westfalia Herne, Rot-Weiß Lüdenscheid, Rot-Weiß Oberhausen und SG Union Solingen 265 Ligaspiele und erzielte 101 Tore.

## Laufbahn
Zur Debütsaison der 2. Bundesliga, 1974/75, unterschrieb der vormalige Amateurfußballer des JTSV Bramwald Ellershausen einen Vertrag bei Göttingen 05. Er debütierte am 3. August 1974 beim 5:2-Heimerfolg im Jahnstadion gegen DJK Gütersloh in dem jetzt in zwei Staffeln spielenden Unterbau der Fußball-Bundesliga. Neben „Ede“ Wolf waren noch die weiteren Neuzugänge Friedel Mensink, Dieter Hochheimer und Frank-Michael Schonert zu den 05ern von Trainer Reinhard Roder in die südniedersächsische Universitätsstadt gekommen.
Göttingen belegte am Rundenende den zehnten Rang und der Mann aus Ellershausen hatte in 36 Einsätzen 13 Tore an der Seite der Sturmpartner Walter Plaggemeyer und Schonert im damals üblichen 4:3:3-System erzielt. In seiner zweiten Saison, 1975/76, war der pfeilschnelle Flügelstürmer bei den Schwarz-Gelben mit seinen 36 Spielen und 14 Toren nicht weniger erfolgreich und Göttingen kam auf den elften Rang. Jetzt hatte für den abgewanderten Schonert in der Angriffsmitte neben Plaggemeyer und Wolf an den Flügeln, der Neuzugang Horst Hayer gestürmt. Mit dem 4:1-Heimsieg am 29. Mai 1976 gegen die SpVgg Erkenschwick verabschiedete sich der torgefährliche Angreifer nach zwei Runden in Göttingen mit 72 Zweitligaeinsätzen und 27 Toren und wechselte zum Ligakonkurrenten Preußen Münster.
Unter Trainer Rudolf Faßnacht eröffnete das Bundesligagründungsmitglied Preußen Münster am 14. August 1979 mit einem 2:2-Auswärtsremis bei Wacker 04 Berlin die Runde 1976/77. Der Preußen-Angriff setzte sich aus den drei Neuzugängen Alfred Seiler, Volker Graul und „Ede“ Wolf zusammen. Wolf absolvierte alle 38 Rundenspiele und erzielte dabei 17 Treffer. Ab dem 1. April 1977 hatte Werner Biskup Trainer Faßnacht abgelöst und die Adlerträger belegten den sechsten Rang. In seinem zweiten Jahr in Münster, 1977/78, verfehlte Wolf mit seinen Mannschaftskollegen und Trainer Biskup – dieser hatte in der Defensive die Raumdeckung eingeführt –, mit 49:27 Punkten als Tabellendritter knapp den Aufstieg in die Bundesliga. Nach dem 2:0-Heimerfolg am 6. Januar 1978 gegen Rot-Weiss Essen vor 30.000 Zuschauern hatten die Preußen mit fünf Punkten Vorsprung vor Essen und Uerdingen mit 30:10 Punkten die Tabelle angeführt. Auch im zweiten Jahr hatte er in Münster alle 38 Ligaspiele bestritten und 14 Tore erzielt. Nach Saisonende zog es ihn kurzfristig in die USA, wo er in der NASL für San Diego neun Spiele absolvierte und vier Tore erzielte. Er kehrte umgehend nach Deutschland zurück und schloss sich in der 2. Bundesliga Westfalia Herne an.
Er debütierte am 1. September 1978 bei einem 3:1-Auswärtserfolg bei Viktoria Köln im Team von Mäzen Erhard Goldbach. Unter Trainer Gerhard Prokop belegte die Elf vom Stadion am Schloss Strünkede zwar mit den Mitspielern Klaus Beverungen, Lutz Gerresheim, Hans Fritsche und Franz-Josef Laufer nach Ablauf der Runde den fünften Rang, musste aber durch die „Goldin“-Pleite aus finanziellen Gründen freiwillig den Weg in das Amateurlager antreten. Wolf fand nach 23 Zweitligaeinsätzen für Herne mit fünf Toren beim Nachrücker Rot-Weiß Lüdenscheid zur Saison 1979/80 einen neuen Arbeitgeber in der 2. Bundesliga.
Bei den Rot-Weißen vom Stadion Nattenberg debütierte Wolf am 9. August 1979 bei der 1:4-Auswärtsniederlage gegen den OSV Hannover. Der Linksaußen erzielte dabei das Tor für die Elf aus dem Sauerland. An der Seite der Mitspieler Heinz-Josef Koitka, Manfred Lopatenko und Ranko Petković absolvierte er 32 Ligaspiele und erzielte dabei 14 Tore. Lüdenscheid erreichte mit dem 16. Rang den Klassenerhalt. In der letzten Saison der zweistaffeligen 2. Bundesliga, 1980/81, jagte Wolf bis zum 14. Spieltag, den 17. Oktober 1980, dem Ball im Dress von Lüdenscheid nach. Er erzielte den Treffer für die Rot-Weißen zum 1:0-Heimerfolg gegen Preußen Münster. In allen 14 Spielen war er aufgelaufen und hatte fünf Tore erzielt. Acht Tage später, am 24. Oktober 1980, stürmte er aber bereits für den Ligakonkurrenten von der Landwehr, Rot-Weiß Oberhausen. Unter Trainer Manfred Rummel und den Mitspielern Manfred Mannebach und Hans-Jürgen Wloka lief er dann in den restlichen 28 Punktspielen der Runde für die „Kleeblattelf“ vom Niederrhein auf und erzielte 13 weitere Tore. RWO kam auf den 14. Rang und war damit nicht ab der Saison 1981/82 für die eingleisige 2. Bundesliga qualifiziert.
Nach dem Abstieg spielte Wolf mit Oberhausen die Hinrunde in der Fußball-Oberliga Nordrhein, wo er elf Tore in 14 Spielen erzielte und auch noch zwei Einsätze im DFB-Pokal im August und Oktober 1981 gegen Tuspo Ziegenhain und Göttingen 05 hatte, ehe er in der Winterpause zu Union Solingen wechselte. Der routinierte Offensivspieler kam am 9. Januar 1982 beim 4:4-Heimremis gegen die Stuttgarter Kickers erstmals bei den Blau-Gelben von Union Solingen zum nächsten Einsatz in der 2. Bundesliga. Der Dreierangriff der Mannschaft aus der Klingenstadt war mit Werner Lenz, Wolfgang Krüger und Wolf besetzt und der Winterneuzugang erzielte in der 10. Minute die 1:0-Führung für die Elf von Trainer Erhard Ahmann. Am 24. Spieltag, den 12. Februar 1982, schlug die Elf vom Ohligser Stadion am Hermann-Löns-Weg den Tabellenführer FC Schalke 04 vor 14.000 Zuschauern mit 1:0 Toren. Die Runde beendete Union Solingen am 29. Mai 1982 mit einem 1:0-Heimerfolg gegen Bayer Uerdingen und stand damit auf dem 16. Rang. „Ede“ Wolf, der kurz vor dem 34. Geburtstag befindliche Angreifer, hatte ab Januar 20 Ligaspiele absolviert und dabei fünf Tore erzielt. Insgesamt wird der Stürmer in der 2. Fußball-Bundesliga mit 265 Pflichtspielen und 101 Toren geführt. In der Saison 1982/83 wurde er zum Sportinvaliden erklärt und beendete seine Spielerlaufbahn.